# San Pietro di Caridà
San Pietro di Caridà é uma comuna italiana da região da Calábria, província de Reggio Calabria, com cerca de 1.715 habitantes. Estende-se por uma área de 47 km², tendo uma densidade populacional de 36 hab/km². Faz fronteira com Acquaro (VV), Dinami (VV), Fabrizia (VV), Galatro, Laureana di Borrello, Serrata.

## Demografia
| Variação demográfica do município entre 1861 e 2011                               |
|                                                                                   |
| Fonte: Istituto Nazionale di Statistica (ISTAT) - Elaboração gráfica da Wikipedia |